# Molekylærpatologi
Molekylærpatologi er en relativ ny videnskabelig disciplin inden for patologien, der beskæftiger sig med udvikling af molekylære og genetiske metoder til diagnosticering og klassifikation af humane tumorer, design og validering af intelligente biomarkører for behandlingsrespons og sygdomsprogression, følsomhed over for personer fra forskellige genetiske forfatninger for at udvikle kræft samt miljø- og livsstilsfaktorer impliceret i carcinogenese. Molekylærepatologi er en tværfaglig disciplin mellem fagene anatomisk patologi og klinisk patologi, molekylærbiologi, biokemi, proteomics og genetik.
| Molekylærbiologi | Spire Denne molekylærbiologiartikel er en spire som bør udbygges. Du er velkommen til at hjælpe Wikipedia ved at udvide den. |